# Robert Williams
Robert Williams (n. 24 ianuarie 1841, Pennsylvania, SUA – d. 10 decembrie 1914, Washington, D.C., District of Columbia, SUA) a fost un arcaș ce a reprezentat Statele Unite ale Americii, medaliat olimpic. A participat la o ediție a Jocurilor Olimpice (1904) în care a câștigat o medalie de aur și două medalii de argint.